# Djamila Slimani
 (avril 2025).
Motif : le handball féminin en Algérie dans les années 80/90 et au Qatar ensuite est très confidentiel. Sa notoriété reste à démontrer.
- Archive Wikiwix
- Bing
- Cairn
- DuckDuckGo
- E. Universalis
- Gallica
- Google
- G. Books
- G. News
- G. Scholar
- Persée
- Qwant
- (zh) Baidu
- (ru) Yandex
- (wd) trouver des œuvres sur Wikidata

| 1. | Préciser le motif de la pose du bandeau. | Précisez le motif de la pose du bandeau en utilisant la syntaxe suivante : {{admissibilité à vérifier\|date=mai 2025\|motif=remplacez ce texte par le motif}}                        |
| 2. | Informer les utilisateurs concernés.     | Pensez à avertir le créateur de l'article, par exemple, en insérant le code ci-dessous sur sa page de discussion : {{subst:avertissement admissibilité à vérifier\|Djamila Slimani}} |

Djamila Slimani, née le 26 mai 1971 et décédée le 14 février 2024, est une handballeuse internationale algérienne
arrière gauche, elle a notamment évolué au MA Hussein Dey et au Mouloudia Club d'Alger. Elle était l'épouse du handballeur international Hamid Labraoui.

## Biographie
Djamila Slimani se fait remarquer avec le Milaha Hussein Dey avec lequel elle remporte la Coupe d'Algérie en 1989. Elle est ensuite recrutée par le Mouloudia Club d'Alger puis poursuit sa carrière en France à Nantes et à Amiens.
Elle a également évolué dans différentes équipes nationales, participant aux Jeux panarabes scolaires de Tunis en 1986, au championnat d'Afrique des nations junior à Tunis en 1988, au championnat du monde junior au Nigeria en 1989, au championnat d'Afrique des nations senior à Alger en 1989 et à Tunis en 1994...
Après sa carrière en France, elle s'installe au Qatar avec sa famille dont son mari Hamid Labraoui. Elle y est notamment en charge de l'équipe nationale féminine, des U17 du Qatar avant que le Paris Saint-Germain lui confie son académie de handball à Doha, avec l'ancien international tunisien, Sahbi Ben Aziza.
Elle décède le 14 février 2024 à seulement 53 ans. Une semaine plus tard, avant le début du match de ligue des champions entre le PSG et le KS Kielce, un hommage lui a été rendu par une minute d'applaudissement.

## Palmarès
- Coupe d'Algérie en 1989